# Gran Premio de la República Checa de Motociclismo de 2016
El Gran Premio de la República Checa de Motociclismo de 2016 (oficialmente HJC Helmets Grand Prix České Republiky) es la undécima prueba del Campeonato del Mundo de Motociclismo de 2016. Tuvo lugar en el fin de semana del 19 al 21 de agosto de 2016 en el Autódromo de Brno, situado en la ciudad de Brno, Moravia, República Checa.
La carrera de MotoGP fue ganada por Cal Crutchlow, seguido de Valentino Rossi y Marc Márquez. Jonas Folger fue el ganador de la prueba de Moto2, por delante de Álex Rins y Sam Lowes. La carrera de Moto3 fue ganada por John McPhee, Jorge Martín fue segundo y Fabio Di Giannantonio tercero.

## Resultados

### Resultados MotoGP
| Pos.    | N.º | Piloto           | Constructor | Vueltas | Tiempo    | Parrilla | Puntos |
| ------- | --- | ---------------- | ----------- | ------- | --------- | -------- | ------ |
| 1       | 35  | Cal Crutchlow    | Honda       | 22      | 47:44.290 | 10       | 25     |
| 2       | 46  | Valentino Rossi  | Yamaha      | 22      | +7.298    | 6        | 20     |
| 3       | 93  | Marc Márquez     | Honda       | 22      | +9.587    | 1        | 16     |
| 4       | 76  | Loris Baz        | Ducati      | 22      | +12.558   | 17       | 13     |
| 5       | 8   | Héctor Barberá   | Ducati      | 22      | +13.093   | 5        | 11     |
| 6       | 50  | Eugene Laverty   | Ducati      | 22      | +13.812   | 14       | 10     |
| 7       | 9   | Danilo Petrucci  | Ducati      | 22      | +23.414   | 16       | 9      |
| 8       | 29  | Andrea Iannone   | Ducati      | 22      | +24.562   | 3        | 8      |
| 9       | 25  | Maverick Viñales | Suzuki      | 22      | +24.581   | 8        | 7      |
| 10      | 53  | Esteve Rabat     | Honda       | 22      | +37.131   | 20       | 6      |
| 11      | 68  | Yonny Hernández  | Ducati      | 22      | +39.911   | 18       | 5      |
| 12      | 26  | Dani Pedrosa     | Honda       | 22      | +41.097   | 9        | 4      |
| 13      | 44  | Pol Espargaró    | Yamaha      | 22      | +43.202   | 12       | 3      |
| 14      | 6   | Stefan Bradl     | Aprilia     | 22      | +45.687   | 15       | 2      |
| 15      | 45  | Scott Redding    | Ducati      | 22      | +1:02.201 | 13       | 1      |
| 16      | 19  | Álvaro Bautista  | Aprilia     | 22      | +1:18.841 | 19       |        |
| 17      | 99  | Jorge Lorenzo    | Yamaha      | 21      | +1 vuelta | 2        |        |
| Ret     | 4   | Andrea Dovizioso | Ducati      | 15      | Retirado  | 7        |        |
| Ret     | 38  | Bradley Smith    | Yamaha      | 14      | Retirado  | 11       |        |
| Ret     | 41  | Aleix Espargaró  | Suzuki      | 13      | Retirado  | 4        |        |
| Fuente: |     |                  |             |         |           |          |        |

### Resultados Moto2
| Pos.    | N.º | Piloto              | Constructor | Vueltas | Tiempo       | Parrilla | Puntos |
| ------- | --- | ------------------- | ----------- | ------- | ------------ | -------- | ------ |
| 1       | 94  | Jonas Folger        | Kalex       | 20      | 45:30.342    | 7        | 25     |
| 2       | 40  | Álex Rins           | Kalex       | 20      | +5.175       | 6        | 20     |
| 3       | 22  | Sam Lowes           | Kalex       | 20      | +9.021       | 2        | 16     |
| 4       | 54  | Mattia Pasini       | Kalex       | 20      | +14.763      | 16       | 13     |
| 5       | 73  | Álex Márquez        | Kalex       | 20      | +17.959      | 3        | 11     |
| 6       | 55  | Hafizh Syahrin      | Kalex       | 20      | +24.247      | 13       | 10     |
| 7       | 52  | Danny Kent          | Kalex       | 20      | +25.696      | 15       | 9      |
| 8       | 21  | Franco Morbidelli   | Kalex       | 20      | +25.916      | 5        | 8      |
| 9       | 44  | Miguel Oliveira     | Kalex       | 20      | +27.199      | 9        | 7      |
| 10      | 95  | Anthony West        | Suter       | 20      | +36.340      | 28       | 6      |
| 11      | 5   | Johann Zarco        | Kalex       | 20      | +36.754      | 1        | 5      |
| 12      | 97  | Xavi Vierge         | Tech 3      | 20      | +37.377      | 23       | 4      |
| 13      | 60  | Julián Simón        | Speed Up    | 20      | +37.456      | 18       | 3      |
| 14      | 32  | Isaac Viñales       | Tech 3      | 20      | +37.579      | 26       | 2      |
| 15      | 19  | Xavier Siméon       | Speed Up    | 20      | +37.776      | 24       | 1      |
| 16      | 7   | Lorenzo Baldassarri | Kalex       | 20      | +49.011      | 19       |        |
| 17      | 77  | Dominique Aegerter  | Kalex       | 20      | +1:01.767    | 12       |        |
| 18      | 23  | Marcel Schrötter    | Kalex       | 20      | +1:08.803    | 10       |        |
| 19      | 24  | Simone Corsi        | Speed Up    | 20      | +1:09.535    | 8        |        |
| 20      | 57  | Edgar Pons          | Kalex       | 20      | +1:09.554    | 14       |        |
| 21      | 87  | Remy Gardner        | Kalex       | 20      | +1:16.694    | 20       |        |
| 22      | 70  | Robin Mulhauser     | Kalex       | 20      | +1:16.851    | 25       |        |
| 23      | 11  | Sandro Cortese      | Kalex       | 20      | +1:17.235    | 11       |        |
| 24      | 2   | Jesko Raffin        | Kalex       | 20      | +1:43.708    | 27       |        |
| 25      | 14  | Ratthapark Wilairot | Kalex       | 19      | +1 vuelta    | 21       |        |
| Ret     | 30  | Takaaki Nakagami    | Kalex       | 11      | Retirado     | 4        |        |
| Ret     | 10  | Luca Marini         | Kalex       | 10      | Caída        | 17       |        |
| Ret     | 49  | Axel Pons           | Kalex       | 0       | Caída        | 14       |        |
| DNS     | 12  | Thomas Lüthi        | Kalex       |         | No participó |          |        |
| Fuente: |     |                     |             |         |              |          |        |

### Resultados Moto3
| Pos.    | N.º | Piloto                 | Constructor | Vueltas | Tiempo    | Parrilla | Puntos |
| ------- | --- | ---------------------- | ----------- | ------- | --------- | -------- | ------ |
| 1       | 17  | John McPhee            | Peugeot     | 19      | 45:36.087 | 9        | 25     |
| 2       | 88  | Jorge Martín           | Mahindra    | 19      | +8.806    | 3        | 20     |
| 3       | 4   | Fabio Di Giannantonio  | Honda       | 19      | +9.777    | 4        | 16     |
| 4       | 33  | Enea Bastianini        | Honda       | 19      | +10.654   | 2        | 13     |
| 5       | 23  | Niccolò Antonelli      | Honda       | 19      | +13.872   | 10       | 11     |
| 6       | 84  | Jakub Kornfeil         | Honda       | 19      | +15.533   | 8        | 10     |
| 7       | 64  | Bo Bendsneyder         | KTM         | 19      | +15.819   | 24       | 9      |
| 8       | 36  | Joan Mir               | KTM         | 19      | +16.289   | 14       | 8      |
| 9       | 8   | Nicolò Bulega          | KTM         | 19      | +16.473   | 6        | 7      |
| 10      | 9   | Jorge Navarro          | Honda       | 19      | +16.681   | 11       | 6      |
| 11      | 95  | Jules Danilo           | Honda       | 19      | +18.198   | 23       | 5      |
| 12      | 16  | Andrea Migno           | KTM         | 19      | +21.640   | 5        | 4      |
| 13      | 24  | Tatsuki Suzuki         | Mahindra    | 19      | +31.007   | 25       | 3      |
| 14      | 11  | Livio Loi              | Honda       | 19      | +36.895   | 19       | 2      |
| 15      | 65  | Philipp Öttl           | KTM         | 19      | +43.651   | 12       | 1      |
| 16      | 98  | Karel Hanika           | KTM         | 19      | +57.814   | 13       |        |
| 17      | 19  | Gabriel Rodrigo        | KTM         | 19      | +1:01.428 | 21       |        |
| 18      | 42  | Marcos Ramírez         | Mahindra    | 19      | +1:04.134 | 29       |        |
| 19      | 6   | María Herrera          | KTM         | 19      | +1:27.585 | 27       |        |
| 20      | 76  | Hiroki Ono             | Honda       | 19      | +1:27.997 | 17       |        |
| 21      | 20  | Fabio Quartararo       | KTM         | 19      | +1:33.942 | 26       |        |
| 22      | 3   | Fabio Spiranelli       | Mahindra    | 19      | +1:34.610 | 33       |        |
| 23      | 58  | Juan Francisco Guevara | KTM         | 19      | +1:34.942 | 15       |        |
| 24      | 77  | Lorenzo Petrarca       | Mahindra    | 19      | +2:08.319 | 32       |        |
| Ret     | 55  | Andrea Locatelli       | KTM         | 16      | Caída     | 18       |        |
| Ret     | 41  | Brad Binder            | KTM         | 14      | Caída     | 1        |        |
| Ret     | 89  | Khairul Idham Pawi     | Honda       | 14      | Caída     | 28       |        |
| Ret     | 43  | Stefano Valtulini      | Mahindra    | 14      | Caída     | 30       |        |
| Ret     | 40  | Darryn Binder          | Mahindra    | 13      | Caída     | 22       |        |
| Ret     | 21  | Francesco Bagnaia      | Mahindra    | 12      | Caída     | 16       |        |
| Ret     | 12  | Albert Arenas          | Peugeot     | 11      | Caída     | 31       |        |
| Ret     | 7   | Adam Norrodin          | Honda       | 9       | Caída     | 20       |        |
| Ret     | 44  | Arón Canet             | Honda       | 8       | Caída     | 7        |        |
| Fuente: |     |                        |             |         |           |          |        |